# Elysiacris ensicornis
Elysiacris ensicornis är en insektsart som beskrevs av Cigliano 1999. Elysiacris ensicornis ingår i släktet Elysiacris och familjen Tristiridae. Inga underarter finns listade i Catalogue of Life.